# Комишне (Щастинський район)
Коми́шне — село в Україні, у Станично-Луганській селищній громаді Щастинського району Луганської області. Населення становить 732 особи. Колишній орган місцевого самоврядування — Комишненська сільська рада.

## Географія
Географічні координати: 48°43' пн. ш. 39°38' сх. д. Загальна площа села — 4,96 км².
Село розташоване у східній частині Донбасу за 17 км від районного центру. Найближча залізнична станція — Вільхівка, за 10 км. У селі бере початок річка Балка Комишова.

## Історія
Населений пункт засновано як хутір Комишний у XVIII столітті. Першими поселенцями стали донські козаки, а також селяни з Правобережної України та центральних губерній Російської імперії.
У другій половині XIX століття на території поселення нараховувалось 117 дворів, де проживав 391 чоловік та 388 жінок.
1892 року побудовано Свято-Вознесенський храм.
У 1932–1933 роках Камишненська сільська рада постраждала від Голодомору. За свідченнями очевидців кількість померлих склала щонайменше 26 осіб, імена яких встановлено.
У 1950-х роках до складу Комишного було приєднано хутір Паськів.
Наприкінці 1960-х років у селі діяли центральна садиба колгоспу «Заповіт Ілліча», восьмирічна школа, бібліотека, клуб і лікарня.
Упродовж війни на сході України село потрапило до зони бойових дій. 12 серпня 2014 року прикордонний пункт біля села був обстріляний артилерією з боку Росії. 20 серпня 2014-го загинув під час мінометного обстрілу блокпосту біля села Камишине сержант 13-го батальйону «Чернігів-1» Руслан Джужа. 9 лютого 2015 року Комишне зазнало обстрілу із «Градів» з території Росії, снаряди були випущені зі станиці Митякинської (Тарасовський район Ростовської області), пошкоджень зазнали кілька житлових будинків. 25 травня 2015-го біля Комишного терористи розстріляли медичний військовий автомобіль, один український військовий загинув, ще один поранений.

## Населення
За даними перепису 2001 року населення села становило 732 особи, з них 12,43% зазначили рідною мову українську, 86,75% — російську, а 0,82% — іншу.

## Пам'ятки
Неподалік від села розташований ботанічний заказник місцевого значення «Комишнянський».
На околицях Комишного виявлено 2 поселення епохи бронзи, поселення пізнього середньовіччя, могильник раннього середньовіччя та 10 курганних могильників із 26 курганами.

## Мешканці
В селі народився Кучеренко Віктор Петрович (1937—1997) — український живописець; 